# Accidente de Peinador
El accidente de Peinador fue el tercer contratiempo de importancia en la historia de la aviación comercial en Galicia. El 21 de marzo de 1994, el avión DC-9 de la compañía Aviaco que cubría la línea regular desde Madrid con el aeropuerto de Peinador (Vigo), con número de vuelo AYC-260 tomó tierra unos 75 metros antes del comienzo de la pista. No hubo víctimas mortales.

## El avión
El avión era un DC-9-32, con registro EC-CLE, de la compañía Aviaco que operaba el vuelo AYC-260, la línea comercial regular desde Madrid. Fuera construido en 1975 y llevaba realizadas un total de 38 224 horas de vuelo y 41 155 aterrizajes. Estaba equipado con dos motores Pratt & Whitney JT8D-9A. El nombre de la aeronave era Juan Ponce de León.

## El accidente
El avión salió a las 7:21 de la mañana de Madrid, con un tiempo de vuelo previsto de unos 50 minutos. La aeronave llegó a las proximidades de Vigo sobre las 8:10 de la mañana y el piloto, José Luis López Hernández, realizó una primera maniobra de aproximación, que hubo de abortarse por la niebla. En la segunda maniobra, a las 8:15, con una visibilidad de 1 500 metros longitudinales, el avión batió con las luces de aproximación a unos 115 metros del umbral de la pista, y después colisionó con el tren de aterrizaje unos 50 metros antes de entrar. Las dos patas del tren de aterrizaje principal rompieron, y con la derecha rompió también el depósito de combustible de ese lado, derramando el queroseno. La altura de la barra de iluminación del extremo de la pista el combustible comenzó a arder. El aparato resbaló por la pista mientras partía a a la derecha en dos luego de colisionar con las luces de aproximación. El avión se detuvo en el lado izquierdo, a unos 600 metros del umbral de la pista, pasando el fuego al lado izquierdo y afectando a prácticamente todo el exterior del aparato.
Cuando el avión entró en pista, un vehículo que se encontraba en las proximidades de la cabecera comunicó la emergencia. Inmediatamente la torre de control activó la alarma y los servicios contraincendios llegaron a la aeronave un minuto después. El avión ya estaba siendo desalojado, por lo que los bomberos comenzaron a actuar en el lado izquierdo para proteger la evacuación, que casi había terminado. A los 30 segundos extinguieron el fuego de ese lado y comenzaron a actuar en el lado derecho del avión, que fue apagado un minuto después. Cuando el fuego desapareció, unos 2 minutos después de su llegada, algunos de los miembros de los servicios antiincendios, equipados con bombonas de oxígeno y mascarillas, entraron en el interior del avión para comprobar que no quedaba nadie dentro.
La evacuación se realizó de forma ordenada y tranquila. Se usaron las dos puertas delanteras, desplegando las rampas hinchables, y las dos salidas de la izquierda. Llegó a abrirse una de las salidas de la derecha, pero al comenzar a entrar humo se decidió no usarla. Tampoco se utilizó la salida del cono de cola debido al fuego, aunque posteriormente se comprobó que este no afectó a esa zona. El accidente cerró el aeropuerto durante un día.

## Causas
Según el informe oficial de la investigación, durante la fase final de la aproximación el avión aumentó su régimen de descenso y se situó por debajo de la senda de planeo. Las condiciones en el aeropuerto eran de visibilidad reducida por motivo de bancos de niebla y los tripulantes, aunque vieron el inicio de la pista, no escucharon las indicaciones del sistema de avisos de proximidad al terreno, que les indicaban que volaban a muy baja altitud. El informe concluye que no percibieron esos avisos debido a su concentración en los estímulos visuales, por lo que no variaron su altura en la aproximación impactando finamente contra el terreno previo a la pista.

## Víctimas
No se produjeron víctimas mortales entre los 110 pasajeros y las 6 personas que conformaban la tripulación de cabina, aunque que si hubo algunos heridos leves y graves con quemaduras y contusiones. Entre los pasajeros se encontraban el diputado socialista Ventura Pérez Mariño, el sindicalista Antonio Gutiérrez, el alcalde de Redondela Xaime Rei o el alpinista César Pérez de Tudela. Catorce fueron hospitalizados, pero solo por unas horas, siendo el más grave de ellos Antonio Gutiérrez que sufrió una lesión en un tobillo.